# Lori Harrigan
Lori Harrigan (Anaheim, Californië, 5 september 1970) is een Amerikaans softbalster en drievoudig Olympisch kampioene. Ze won in 1996, 2000 en in 2004 een gouden medaille voor softbal met haar team. Ze studeerde aan de Universiteit van Nevada in Las Vegas (Engels: University of Nevada, Las Vegas).
| Logo van de Olympische Spelen | Goud | Zilver | Brons | Logo van de Olympische Spelen |
|                               | 3    | 0      | 0     |                               |